# Carl Locher

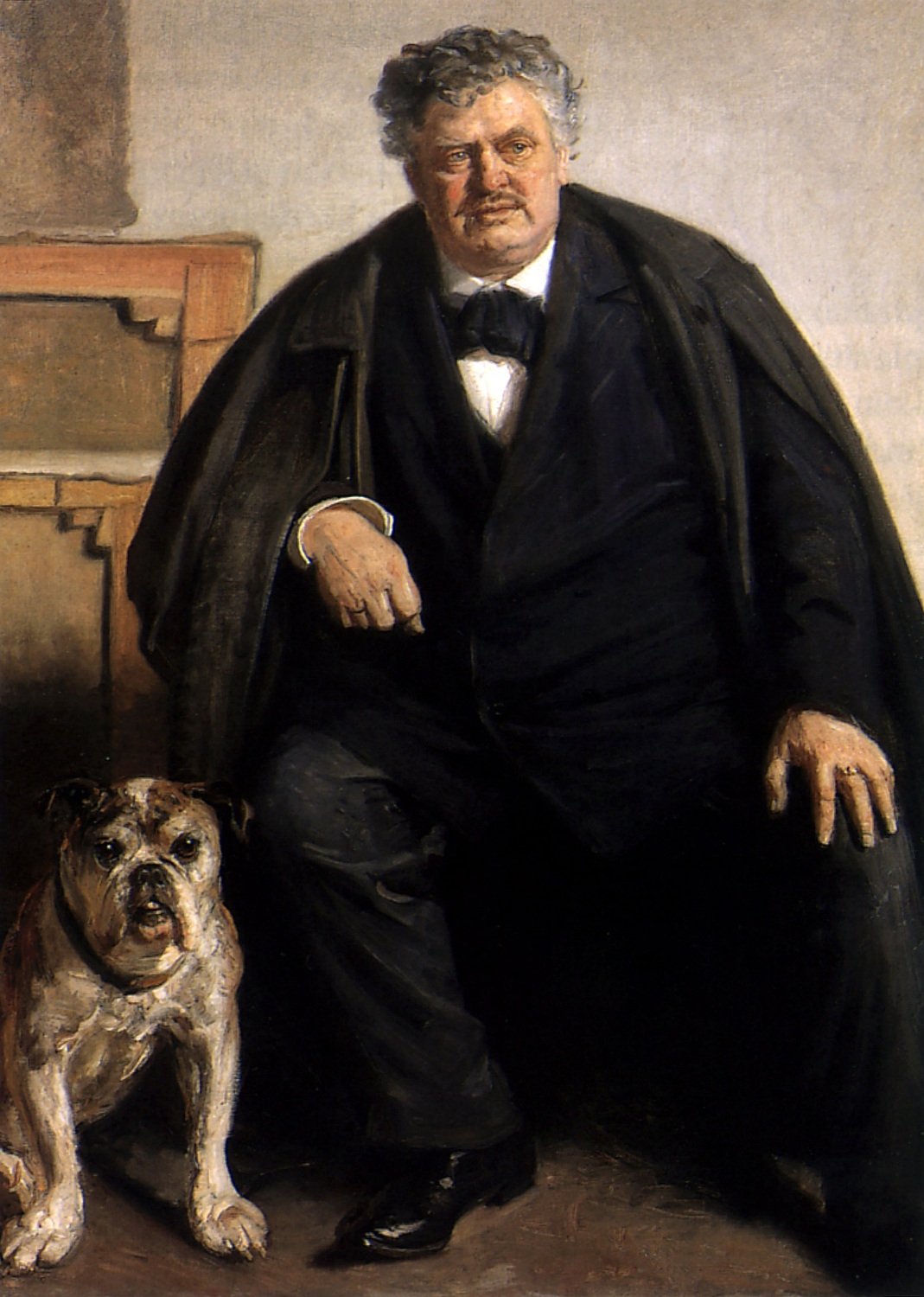
Carl Locher con su perro Tigre por Michael Peter Ancher

Carl Locher (21 de noviembre de 1851-20 de diciembre de 1915) fue un pintor realista danés que desde joven se convirtió en miembro del grupo de pintores de Skagen.

## Biografía
Carl Ludvig Thilson Locher nació en Flensburg en el Ducado de Schleswig, que entonces formaba parte de Dinamarca. Desde temprana edad se interesó por los barcos y recibió su primera formación de su padre, que se ganaba la vida pintando representaciones de barcos . Después de la muerte de su padre, continuó con su negocio por un corto tiempo y realizó varios viajes con barcos de la Marina Real Danesa. Impresionado por la grandeza del Océano Atlántico, un viaje a las Indias Occidentales danesas en las Antillas menores, le causó una impresión particular.
Incluso antes de comenzar sus estudios en la Real Academia Danesa de Arte en 1872, Holger Drachmann lo animó a pasar un par de meses en Skagen, la colonia de artistas en el extremo norte de Jutlandia. Rápidamente completó diversas pinturas de la playa, algunas de barcos de pesca o naufragios. También se interesó por el carruaje tirado por caballos que recorría la playa en su viaje desde Frederikshavn. En la década de 1870, Locher continuó sus estudios en París, donde se formó en el estudio de Léon Bonnat 1875-76, 1878-79. Visitaba Skagen cada vez que regresaba a Dinamarca. Finalmente se hizo construir una casa allí, donde vivió hasta su muerte.
Como grabador, Locher fue considerado uno de los mejores y más productivos de los artistas daneses. En 1892, dedicó la mayor parte de su tiempo al arte del grabado y viajó, con el apoyo del estado danés, a Berlín, donde se convirtió en alumno de un excelente artista del grabado en cobre, el profesor Hans Meyer (1846-1910) en la Universidad de las Artes de Berlín ( Hochschule der Künste Berlin ). Una colección completa de sus grabados se puede encontrar en el Museo de Skagen.
Con el apoyo del Estado, abrió una escuela de grabado para artistas daneses en Copenhague, donde enseñó hasta 1900. Algunos pintores de Skagen como Anna Ancher y Michael Ancher y PS Krøyer asistieron a la escuela.

## Pinturas seleccionadas

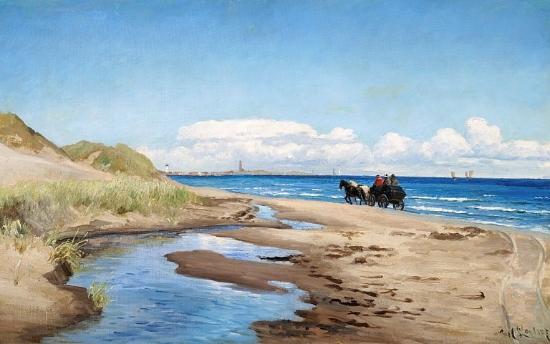
Entrenador rumbo a Skagen
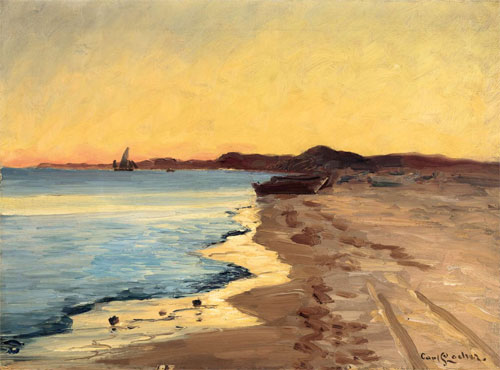
South Beach después del atardecer
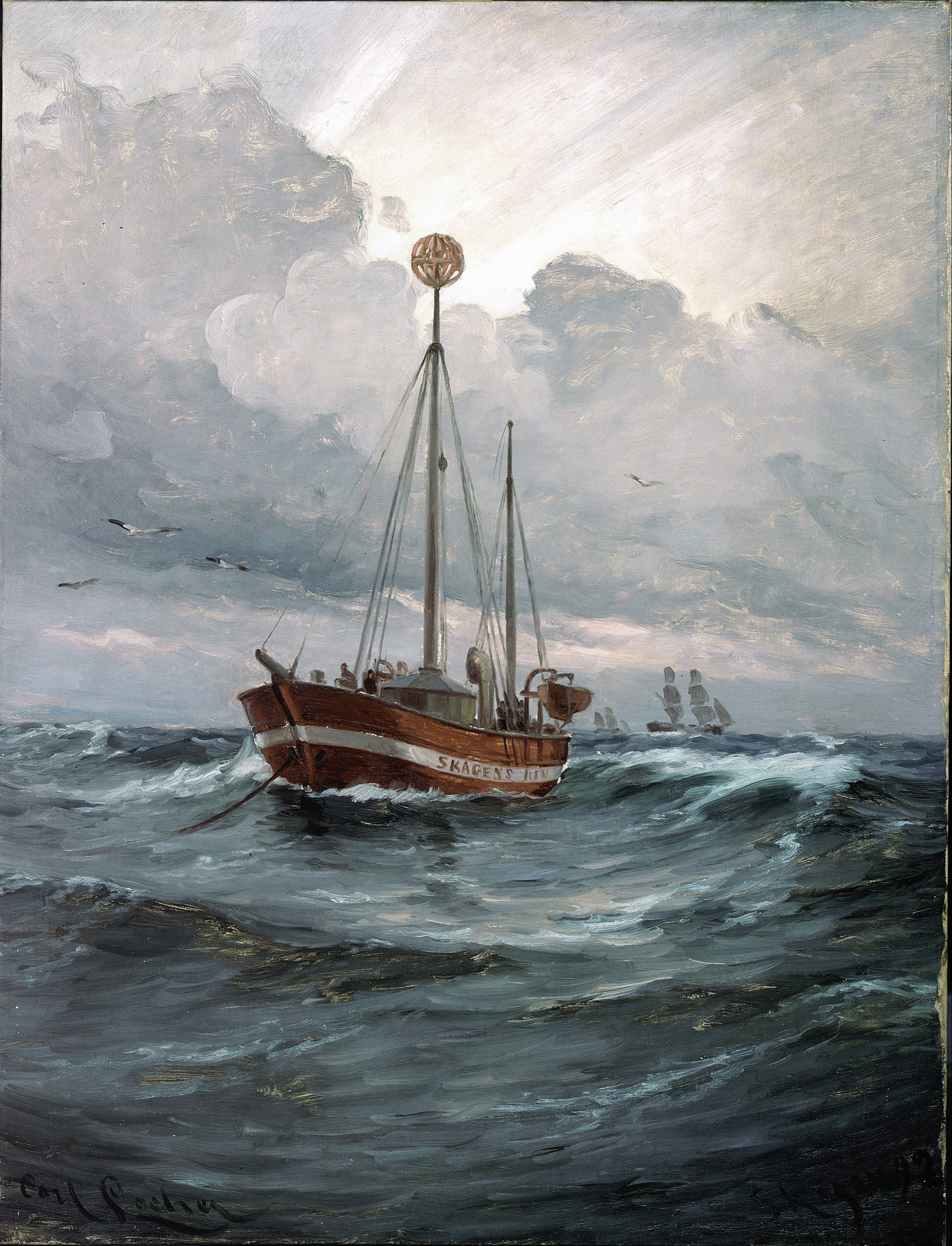
Buque faro en Skagen Reef
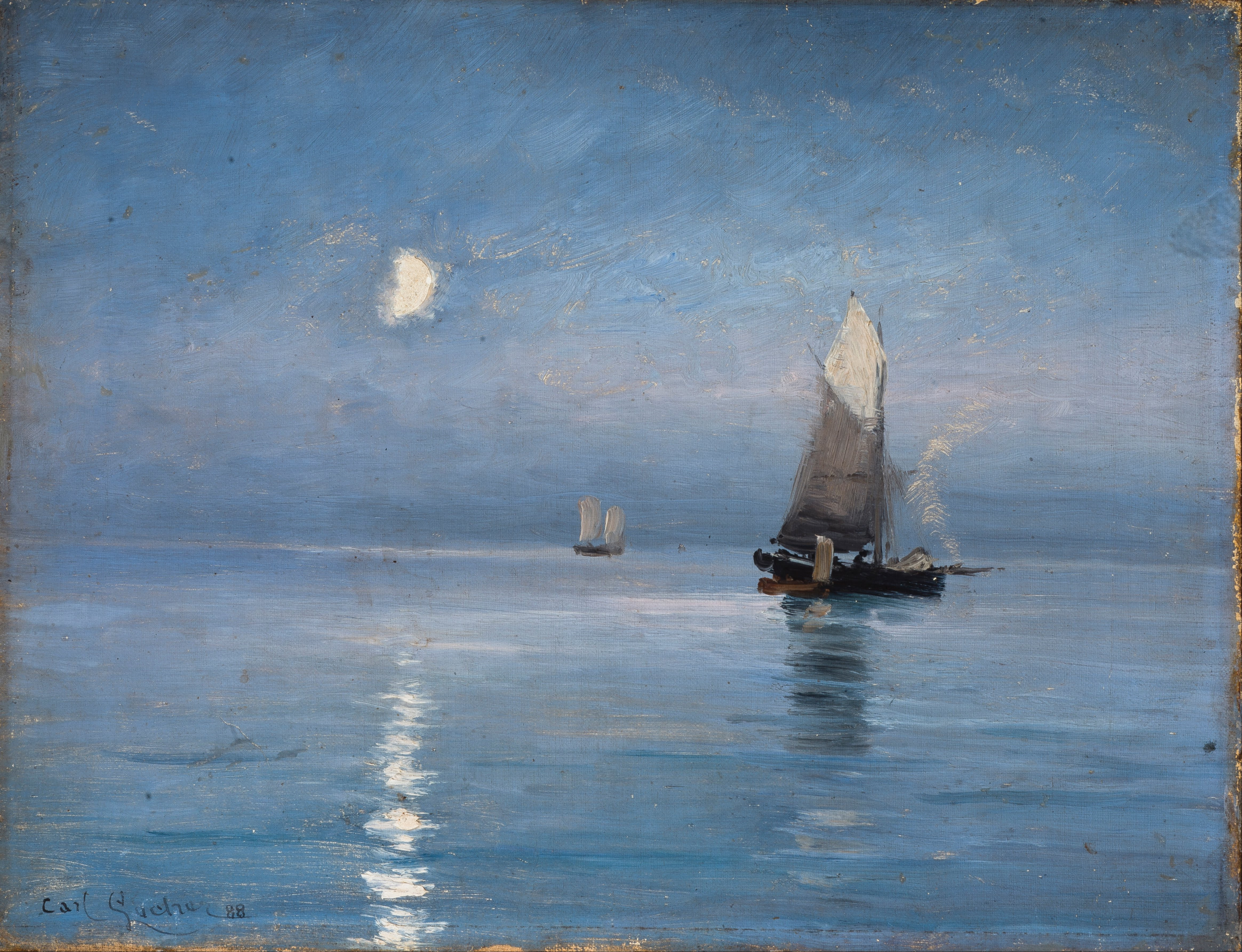
Cortadores de pesca a la luz de la luna
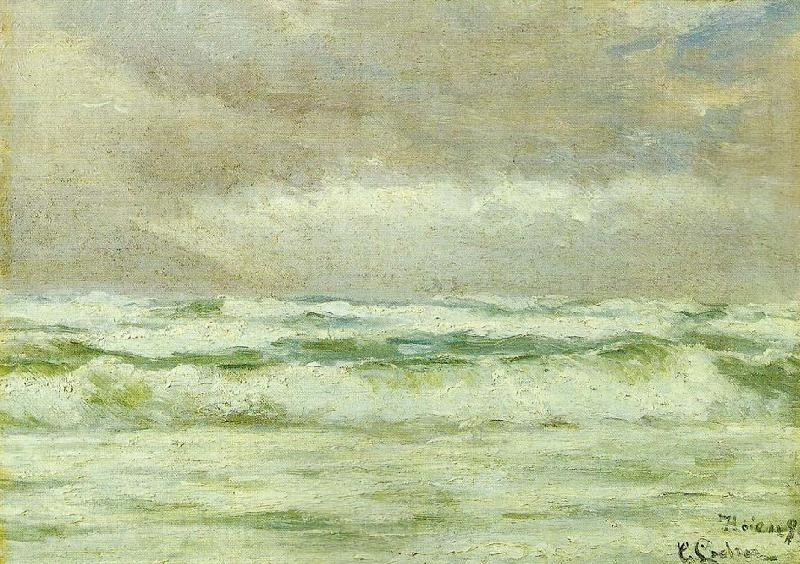
Asaltar Højen
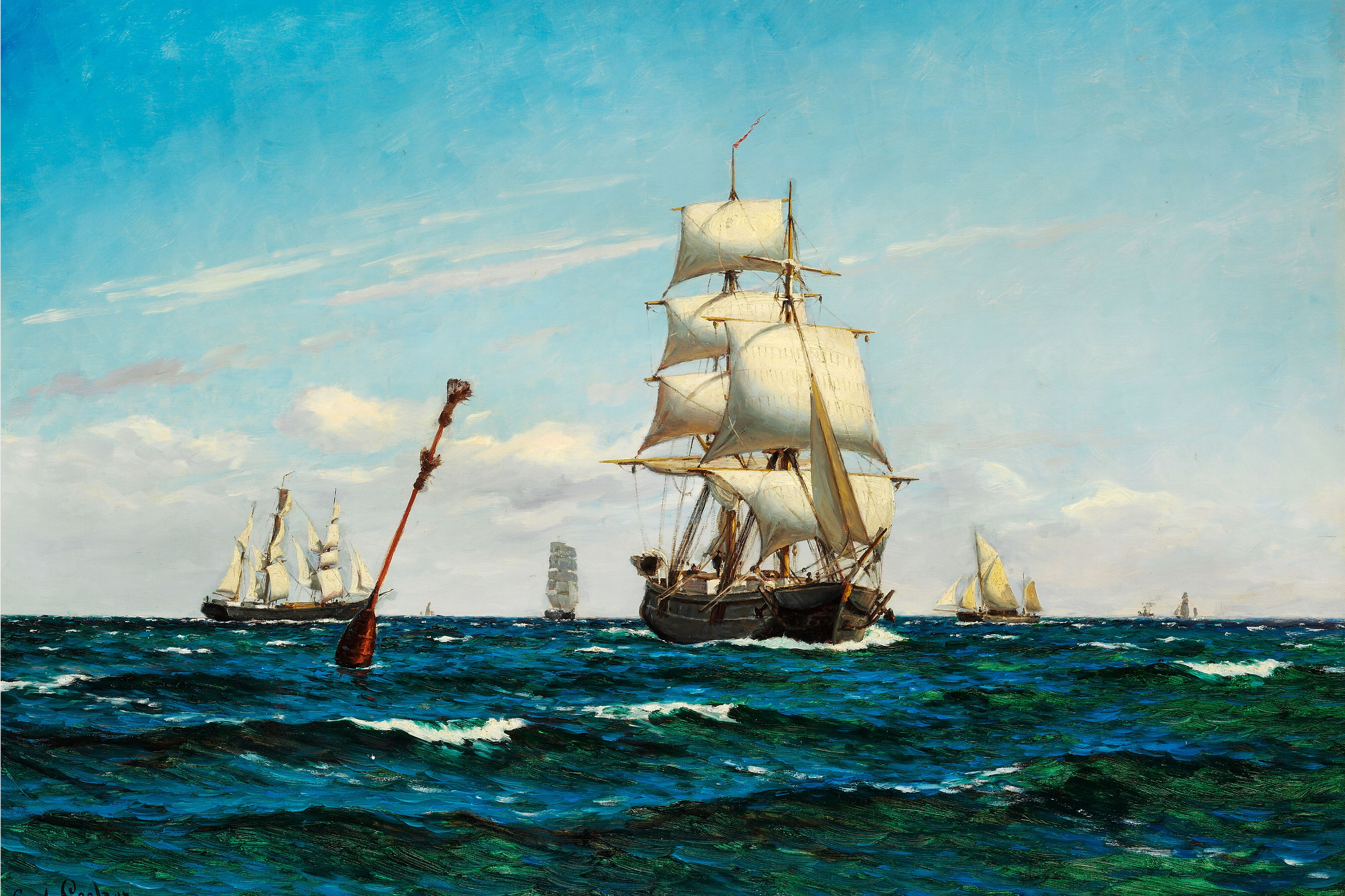
Veleros en el mar
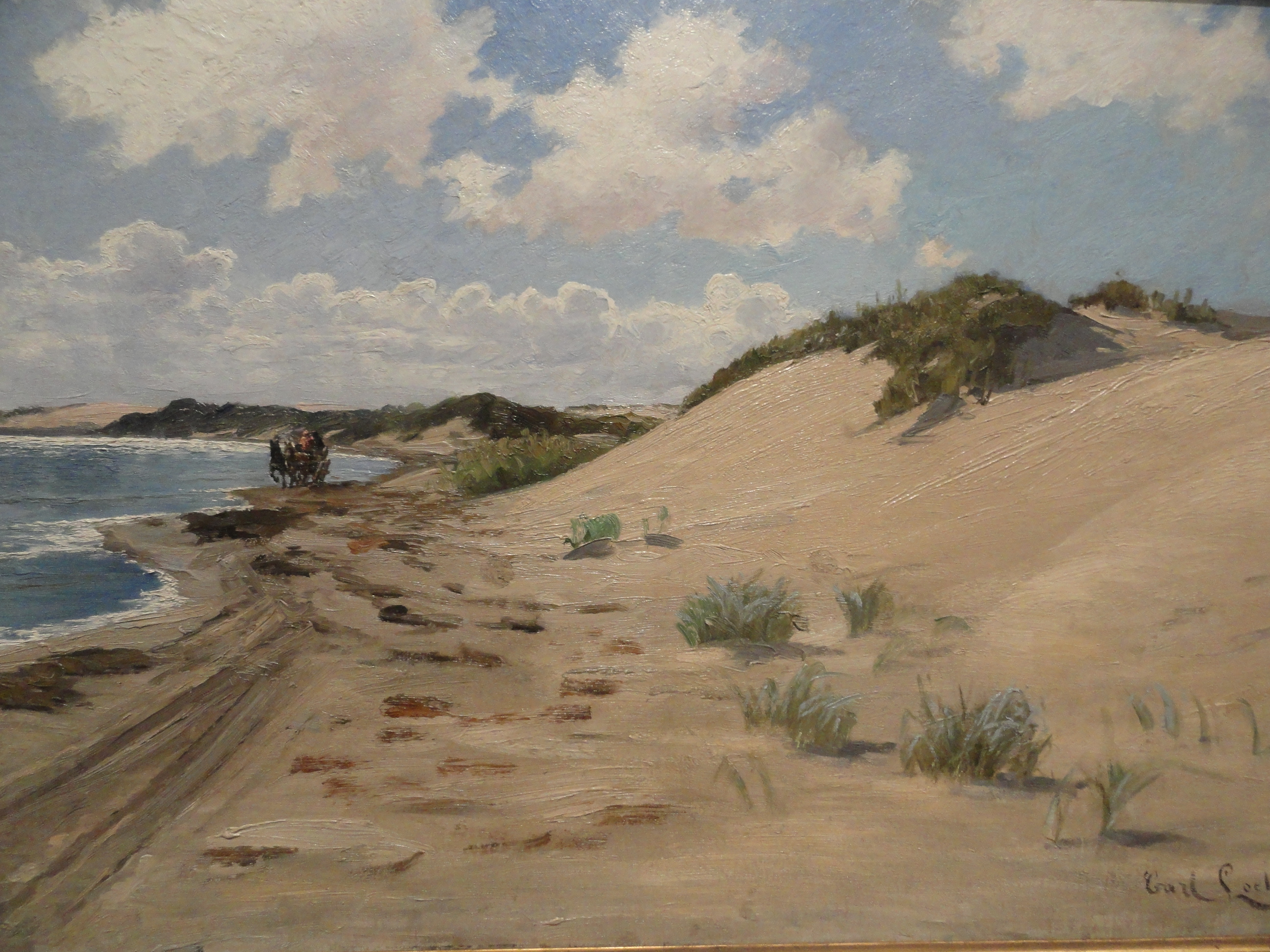
Entrenador de correo en la playa
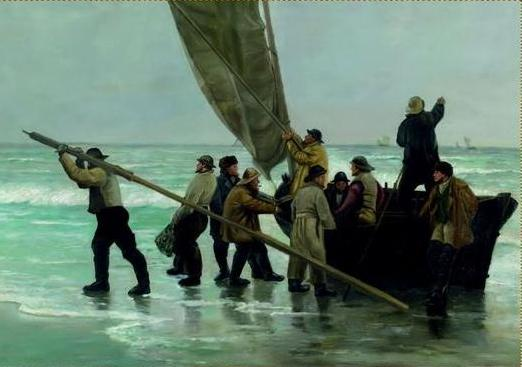
Pescadores llegando a tierra
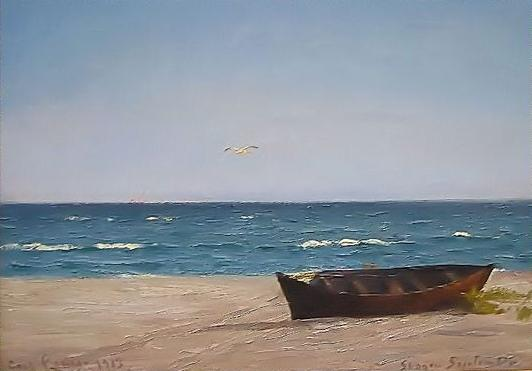
Playa de Skagen
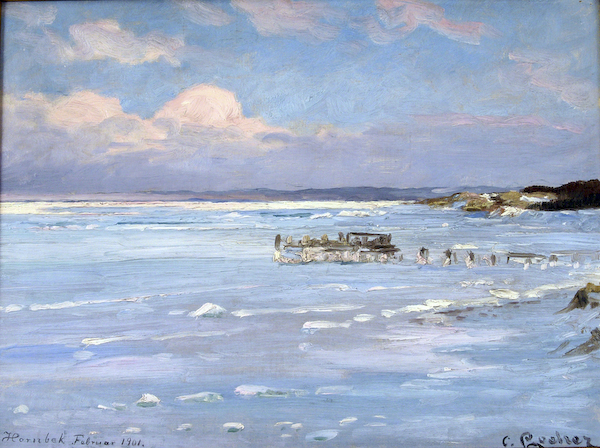
Playa Hornbaek